# Navire de tête
 (signalé en juillet 2025).
Si vous disposez d'ouvrages ou d'articles de référence ou si vous connaissez des sites web de qualité traitant du thème abordé ici, merci de compléter l'article en donnant les références utiles à sa vérifiabilité et en les liant à la section « Notes et références ».
- Archive Wikiwix
- Bing
- Cairn
- DuckDuckGo
- E. Universalis
- Gallica
- Google
- G. Books
- G. News
- G. Scholar
- Persée
- Qwant
- (zh) Baidu
- (ru) Yandex
- (wd) trouver des œuvres sur Wikidata

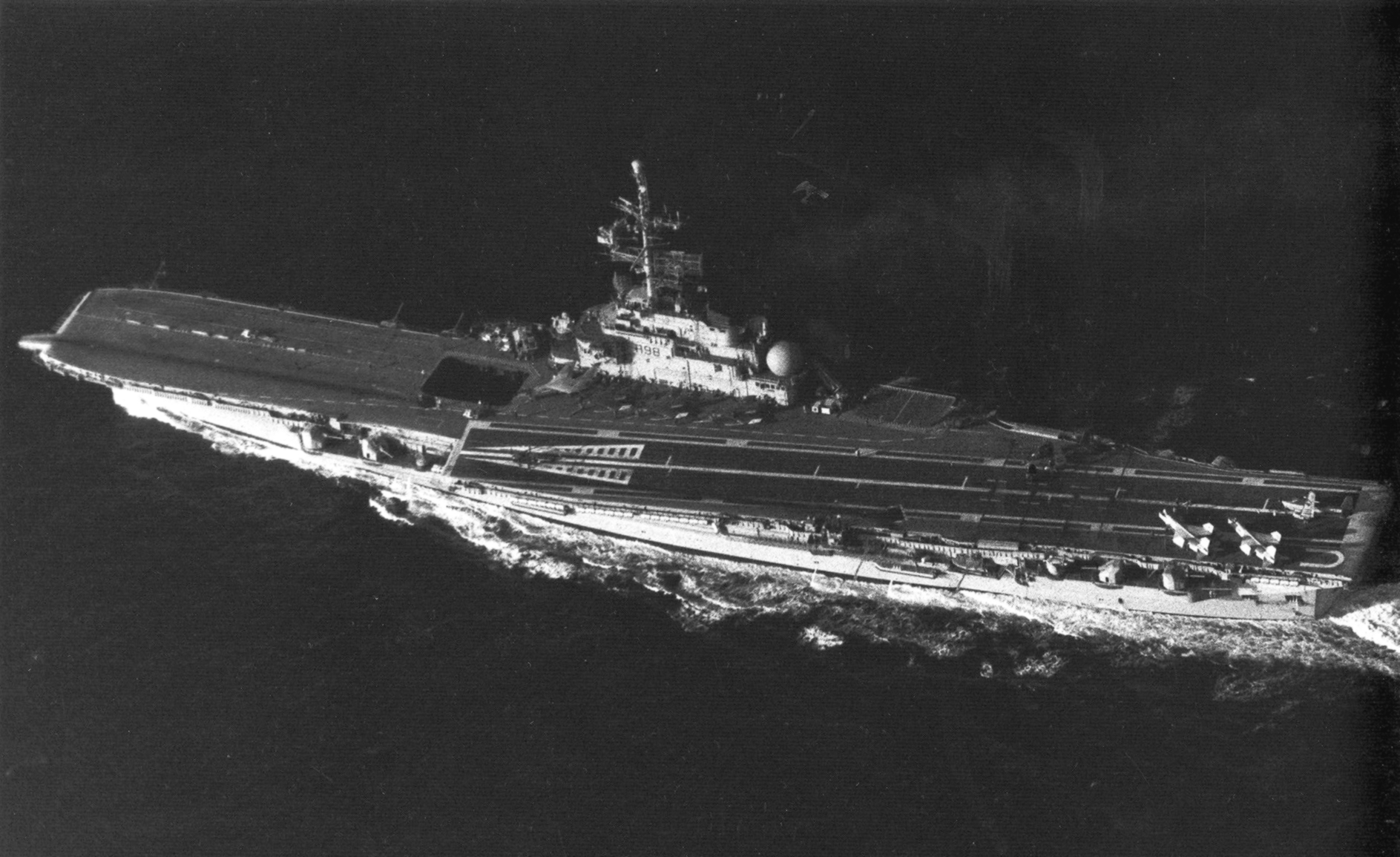
Le porte-avions Clemenceau en 1981. Il était le navire de tête de la classe Clemenceau

Le navire de tête est le premier d'une classe de navires tous construits sur le même modèle général ou sister-ship. Le terme s'applique aussi bien aux navires militaires qu'aux grands navires civils.

## Présentation
Les navires de têtes ont une construction complexe, et prennent parfois 5 à 10 ans pour être bâtis. Toute innovation technique découverte est souvent ajoutée au navire lors de sa construction, il est en conséquence rare de trouver dans une classe donnée deux navires dont la conception soit à l'identique dès le départ. Ainsi, certaines modifications réalisées durant la construction du premier sont ajoutées aux suivants, ou alors elles sont adaptées ou simplement jamais mises en place à la suite d'une réévaluation du besoin. Parfois, à l'inverse, les adaptations sont faites sur les navires suivants et répliquées sur le navire tête de série - mais parfois jamais - notamment quand les unités sont construites sur une longue période. Parmi de nombreux exemples différents, nous pouvons citer les suivants.
- Sur le porte-avions Clemenceau de la classe Clemenceau, un bulge de stabilisation fut ajouté après les essais du navire. Cette modification fut directement intégrée au deuxième navire de la série, le Foch.
- Le non montage des barbettes des tourelles latérales de 152 mm sur le cuirassé Jean Bart de classe Richelieu. Sur le navire tête de série, on décida de ne pas monter ces tourelles mais les barbettes étaient déjà en place, il fut alors décidé de les réaménager, ainsi que leurs soutes, pour installer des tourelles de 100mm modèle 1933 sur une plate-forme sur la barbette. Le Jean Bart reçu donc directement ces derniers aménagements.
- La fermeture avec des vitres amovibles de l'avant du pont A sur le paquebot Titanic de la classe Olympic, pour protéger du vent cette partie du navire prisée des passagers de première classe. Elle ne fut jamais intégrée sur l'Olympic car après le naufrage du Titanic, le nombre de bateaux de sauvetage fut grandement augmenté et l'ajout de cette fonctionnalité aurait gêné la mise à l'eau des embarcations. Par contre, comme un nouveau système et une disposition différente furent adoptés sur le troisième navire, le Britannic, cette fermeture, bien que légèrement différente, fut mise en place sur ce dernier.

De plus, les aléas de la vie active peuvent voir des changements de nommage, assez rares cependant, comme ce fut le cas dans la classe Courbet. Le navire de tête était le Jean Bart, donnant son nom initialement à cette classe, comme on peut le voir dans certaines littératures de l'époque. Cependant, comme il peut arriver que le deuxième navire d'une classe soit mis en service avant l'achèvement de son navire de tête, dans ce cas, le Courbet, le nom de la classe peut changer à cause de ce changement d'ordre.